# Eleonor van Longueville
Eleonor van Longueville (1540 - Blois, 7 augustus 1573) was van 1548 tot aan zijn dood markgraaf van Rothelin en van 1551 tot aan zijn dood hertog van Longueville en graaf van Neuchâtel. Hij behoorde tot het huis Orléans-Longueville.

## Levensloop
Eleonor was de zoon van markgraaf Frans van Rothelin, een zoon van hertog Lodewijk I van Longueville, en diens echtgenote Jacqueline van Rohan-Gyé. Door zijn moeder werd hij protestants opgevoed, maar op 25-jarige leeftijd bekeerde hij zich tot het katholicisme. 
Na de dood van zijn vader in 1548 werd Eleonor markgraaf van Rothelin. Toen zijn neef Frans III in 1551 stierf, volgde hij hem op als hertog van Longueville en graaf van Neuchâtel. Deze erfopvolging werd echter betwist door zijn neef Jacobus van Savoye-Nemours en door Willem van Oranje. Omdat Willem van Oranje zich realiseerde dat de Zwitsers hem niet steunden in zijn strijd tegen het huis Habsburg, eiste hij enkel de Bourgondische bezittingen van het Huis Chalon-Arlay op. Eleonor stelde vervolgens aan Jacobus van Savoye-Nemours voor om het graafschap Neuchâtel onderling te verdelen, maar dit werd door de Staten verworpen. De vrije stad Bern, die werd aangesteld als bemiddelaar, stelde in 1557 voor dat Eleonor de bezittingen van Frans III mocht erven, maar dan moest hij wel in ruil een schadevergoeding van 6.000 livres betalen en Bourgondische landerijen ter waarde van 2.000 livres verkopen aan Jacobus.
Eleonor vocht in de laatste oorlogen in Italië en in 1557 werd hij bij de bloedige Slag bij Saint-Quentin gevangengenomen. Ook was hij gouverneur van Picardië en Normandië en vocht hij bij de Hugenotenoorlogen aan de Franse koninklijke zijde. Bovendien kreeg hij van koning Karel IX van Frankrijk de titel van prins van den bloede.
In 1573 stierf Eleonor op ongeveer 33-jarige leeftijd in Blois, waarna hij in Châteaudun werd begraven.

## Huwelijk en nakomelingen
In 1563 huwde Eleonor met gravin Maria II van Saint-Pol (1539-1601). Uit het huwelijk werden zes kinderen geboren:
- Hendrik I (1568-1595), hertog van Longueville
- Frans III (1570-1631), graaf van Saint-Pol
- Catharina (overleden in 1638), demoiselle van Orléans
- Antoinette  (1572-1618), huwde in 1587 met Charles de Gondi
- Margaretha (overleden in 1615), demoiselle van Estouville
- Eleonora (1573-1639), vrouwe van Gacé, huwde in 1596 met Charles de Goyon de Matignon

- Gemeinsame Normdatei: 1089422946
- International Standard Name Identifier: 0000 0004 5741 524X
- Système universitaire de documentation: 189281758
- Virtual International Authority File: 55145003707261340813
- WorldCat: E39PBJyWQBWdd7JYj7Y3bJMF8C